# 布里奇沃特鎮區 (新澤西州)
布里奇沃特鎮區（英語：Bridgewater Township）是位於美國新澤西州薩默塞特縣的一個鎮區。

## 地方資料
布里奇沃特鎮區的面積為83.81平方千米，當中陸地面積為82.59平方千米，而水域面積為1.22平方千米。根據2020年美國人口普查的數據，當地共有人口45977人，而人口密度為每平方千米548.59人。